# Тарногурский повет
Тарногурский повят (пол. Powiat tarnogórski) — повят (район) в Польше, входит как административная единица в Силезское воеводство. Центр повята — город Тарновске-Гуры. Занимает площадь 642,63 км². Население — 138 578 человек(на 30 июня 2015 года).

## Административное деление
- города: Калеты, Мястечко-Слёнске, Радзёнкув, Тарновске-Гуры
- городские гмины: Калеты, Мястечко-Слёнске, Радзёнкув, Тарновске-Гуры
- сельские гмины: Гмина Крупски-Млын, Гмина Ожаровице, Гмина Сверклянец, Гмина Творуг, Гмина Зброславице

## Демография
Население повята дано на 30 июня 2015 года.
| Перепись            | Всего   | Мужчины | Женщины |
| ------------------- | ------- | ------- | ------- |
|                     | чел.    | чел.    | чел.    |
| Всего               | 138 578 | 67 396  | 71 182  |
| Городское население | 93 881  | 45 318  | 48 563  |
| Сельское население  | 44 697  | 22 078  | 22 619  |